# Nosi
La Nosi és una noia vestida amb una samarreta vermella amb el coll blanc i una faldilla verda, vestida sense sabates ni mitjons. El seu cap, d'una mida considerablement gran comparat amb les proporcions del cos, té forma ovalada, i consta de tres ratlles negres acabades en corba que representen el seu serrell. A la cara té dues ratlles com a ulls, un nas de gos que li fa perdre certa aparença humana i una línia corba que representa els llavis, formats per un cor negre petit al centre.
El disseny de la Nosi comparteix semblances amb la Petra (la mascota dels Jocs Paralímpics de Barcelona), com ara el cor als llavis, la forma dels ulls i el serrell. Elements com el nas de gos, el color de pell i la forma dels ulls també recorden a en Cobi (la mascota dels Jocs Olímpics de Barcelona). Tots tres personatges són semblants, ja que tots tres van ser creats per Xavier Mariscal.